# Bandar Kidul
Bandar Kidul is een bestuurslaag in het regentschap Kediri van de provincie Oost-Java, Indonesië. Bandar Kidul telt 10.550 inwoners (volkstelling 2010).